# Sioux Lookout
Sioux Lookout es un municipio canadiense situado en la provincia de Ontario.

## Superficie
Sioux Lookout tiene una superficie de 378,02 km².

## Demografía
En 2021, tenía 5839 habitantes, una densidad poblacional de 15,4 hab./km², y 2647 viviendas.